# Au pays des Juliets
Au pays des Juliets è un film del 1992 diretto da Mehdi Charef.
Fu presentato in concorso al Festival di Cannes 1992.